# Phaedranassa cinerea
Phaedranassa cinerea är en amaryllisväxtart som beskrevs av Pierfelice Ravenna. Phaedranassa cinerea ingår i släktet Phaedranassa och familjen amaryllisväxter. Inga underarter finns listade i Catalogue of Life.